# Лубна Сулиман Олајан
Лубна Сулиман Олајан (Арапски: لبنى سلیمان العليان; рођена 4. августа 1955. године) је саудијска бизнисменка. Она је ћерка саудијског милијардера и бизнисмена Сулејмана Олајана. 

## Биографија

### Каријера
Лубна је била у одборима WPP-a (Wire and Plastic Products) и Саудијске Холандске Банке (садашње Alawwal Банке), као и у Међународним саветодавним одборима Ролс Ројса и Ситигрупа (Citygroup).
Олајанова је била главна извршна директорка Олајан финансијске компаније (Olayan Financing Company - OFC), као и представник пројеката Олајан Групе у Краљевини Саудијској Арабији и на Блиском истоку све до 1. маја 2019. године. Она је сада у одбору Олајанове Групе заједно са својим братом Калидом и сестрама Хајат и Хутхам. Процењује се да је породица стекла богатство које прелази 10 милијарди долара. Олајанову Групу 1947. године основао је њен отац, предузетник Сулејман Салех Олајан. Олајан Група је приватно међунардно предузеће које се бави дистрибуцијом, прозиводњом, услугама и инвестицијама. OFC послује и активно сарађује са више од 40 компанија и то најчешће са водећим међународним компанијама. OFC је такође и једна од највећих инвеститора у Саудијској Арабији и регионалној берзи. У априлу 2019. године Лубна је најавила свој одлазак у пензију, напуштањем позиције извршне директорке Олајан финансијске компаније (OFC).
Лубна Олајан је 16. јуна 2019. године проглашена председницом Саудијске Британске Банке (SABB), чиме је постала прва жена из Саудијске Арабије која је водила банку. У јануару 2020. године, она је поново добила трогодишњи мандат, и сматра се да ће бити на тој позицији и након спајања SABB-а и Alawwal Банке.

### Остале активности
Олајанова је чланица Међународног савета Европског института за пословну администрацију (Institut Européen d'Administration des Affaires - INSEAD) од марта 1997. године, а у децембру 2005. године се придружила одбору директора INSEAD-a. У априлу 2007. године изабрана је за чланицу Управног одбора Универзитета Корнел. Олајанова се придружила Саветодавном одбору Колеџа Ефат (Еffat College), приватној и непрофитној школи за девојке у Џеди, Саудијској Арабији у априлу 2006. године. Она је и у одбору компаније електронике Алфанар. Била је у Управном савету фондације „Арапске мисли'” од јануара 2002. године. У јуну 2005. године одабрана је за место у одбору добротворног удружења за Даунов синдром, непрофитне организације са седиштем у Ријаду. Именована је за чланицу Управног одбора Универзитета за науку и технологију Краља Абдулаха (КАУСТ). У јуну 2018. године изабрана је за чланицу Управног одбора Масачусетског технолошког института (Massachusetts Institute of Technology - MIT), другачије званог MIT Корпорација. Проглашена је 2010. године предузетником године од стране Универзитета Корнел. У току 2014. године именована је за 86. најмоћнију жену на свету по Форбсовој листи.

### Приватни живот
Удата је за Џона Kcефоса, међународног адвоката из Сједињених Америчких Држава. Имају три ћерке које живе у Ријаду, главном граду Саудијске Арабије.